# Scott Township (Comtat d'Allegheny)
Scott Township és una concentració de població designada pel cens dels Estats Units d'Amèrica al Comtat d'Allegheny (Pennsilvània). Segons el cens dels Estats Units del 2000 tenia 17.288 habitants.

## Demografia
Segons el cens del 2000, Scott Township tenia 17.288 habitants, 7.835 habitatges, i 4.583 famílies. La densitat de població era de 1.681,3 habitants/km².
Dels 7.835 habitatges en un 22,5% hi vivien nens de menys de 18 anys, en un 48,3% hi vivien parelles casades, en un 7,6% dones solteres, i en un 41,5% no eren unitats familiars. En el 36,8% dels habitatges hi vivien persones soles el 14,7% de les quals corresponia a persones de 65 anys o més que vivien soles. El nombre mitjà de persones vivint en cada habitatge era de 2,14 i el nombre mitjà de persones que vivien en cada família era de 2,83.
Per edats la població es repartia de la següent manera: un 18,6% tenia menys de 18 anys, un 5,2% entre 18 i 24, un 31,6% entre 25 i 44, un 22,5% de 45 a 60 i un 22,1% 65 anys o més.
L'edat mediana era de 42 anys. Per cada 100 dones de 18 o més anys hi havia 84,7 homes.
La renda mediana per habitatge era de 44.434 $ i la renda mediana per família de 54.716 $. Els homes tenien una renda mediana de 42.095 $ mentre que les dones 31.499 $. La renda per capita de la població era de 24.439 $. Entorn del 4,5% de les famílies i el 7,2% de la població estaven per davall del llindar de pobresa.